# Dinewo
Dinewo (bułg. Динево) – wieś w południowej Bułgarii, w obwodzie Chaskowo, w gminie Chaskowo, nad rzeką Marica. Według danych Narodowego Instytutu Statystycznego w Bułgarii, 31 grudnia 2011 roku wieś liczyła 712 mieszkańców.